# Eopneumatosuchus
Eopneumatosuchus is een geslacht van uitgestorven basale crocodyliformen. Er zijn fossielen gevonden op twee plaatsen in de Kayenta-formatie in Arizona. Beide vindplaatsen liggen ongeveer twintig mijl ten zuidoosten van de Grand Canyon en dicht bij elkaar. De plaatsen dateren waarschijnlijk uit het Vroeg-Jura, hoogstwaarschijnlijk het Sinemurien.

## Beschrijving
Eopneumatosuchus werd aanvankelijk beschouwd als een protosuchiër, toen het geslacht in 1980 werd benoemd. Deze classificatie werd later echter in twijfel getrokken op basis van verschillende kenmerken van het holotype-materiaal, en als gevolg daarvan wordt het niet langer beschouwd als een lid van de Protosuchia. Bijzondere kenmerken van het achterste deel van de schedel, het enige materiaal dat met het geslacht is geassocieerd, suggereren dat Eopneumatosuchus nauwe relaties kan hebben met vroege teleosauriërs uit de Jura-periode. De grote bovenste slaapvensters, fenestrae supratemporales, van Eopneumatosuchus zijn kenmerkend voor longirostrine krokodilachtigen. Ondanks de vergelijkbare schedelmorfologie met krokodilachtigen, wordt het geslacht momenteel beschouwd als een basale crocodyliform. Desalniettemin wordt het beschouwd als meer afgeleid dan Protosuchia zoals Protosuchus, gevonden in de Moenave-formatie, wier afzetting voorafging aan die van de Kayenta-formatie. Het basicranium had veel holtes die een complex pneumatisch trommelvliessysteem vormden waarvoor het geslacht is benoemd, de 'pneumatische krokodil van de dageraad'. Dit soort holtes is ook te zien bij sommige protosuchiërs zoals Protosuchus en Hemiprotosuchus, hoewel ze minder langwerpig zijn dan bij Eopneumatosuchus.